# 로제 소스
로제 소스(rosé sauce)는 우유, 크림, 토마토 소스 등을 섞어 만든 소스이다.

## 사진

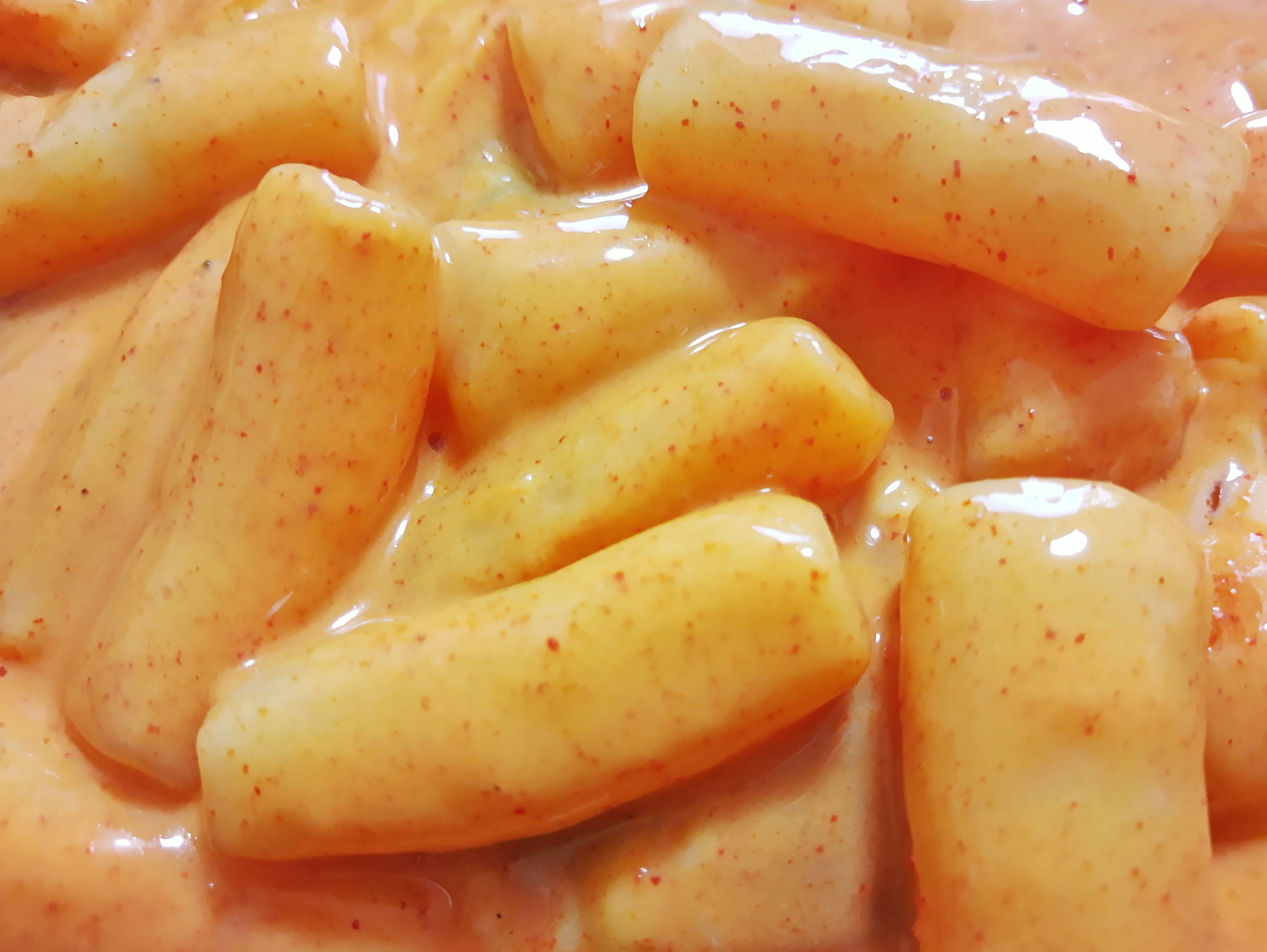
로제 떡볶이
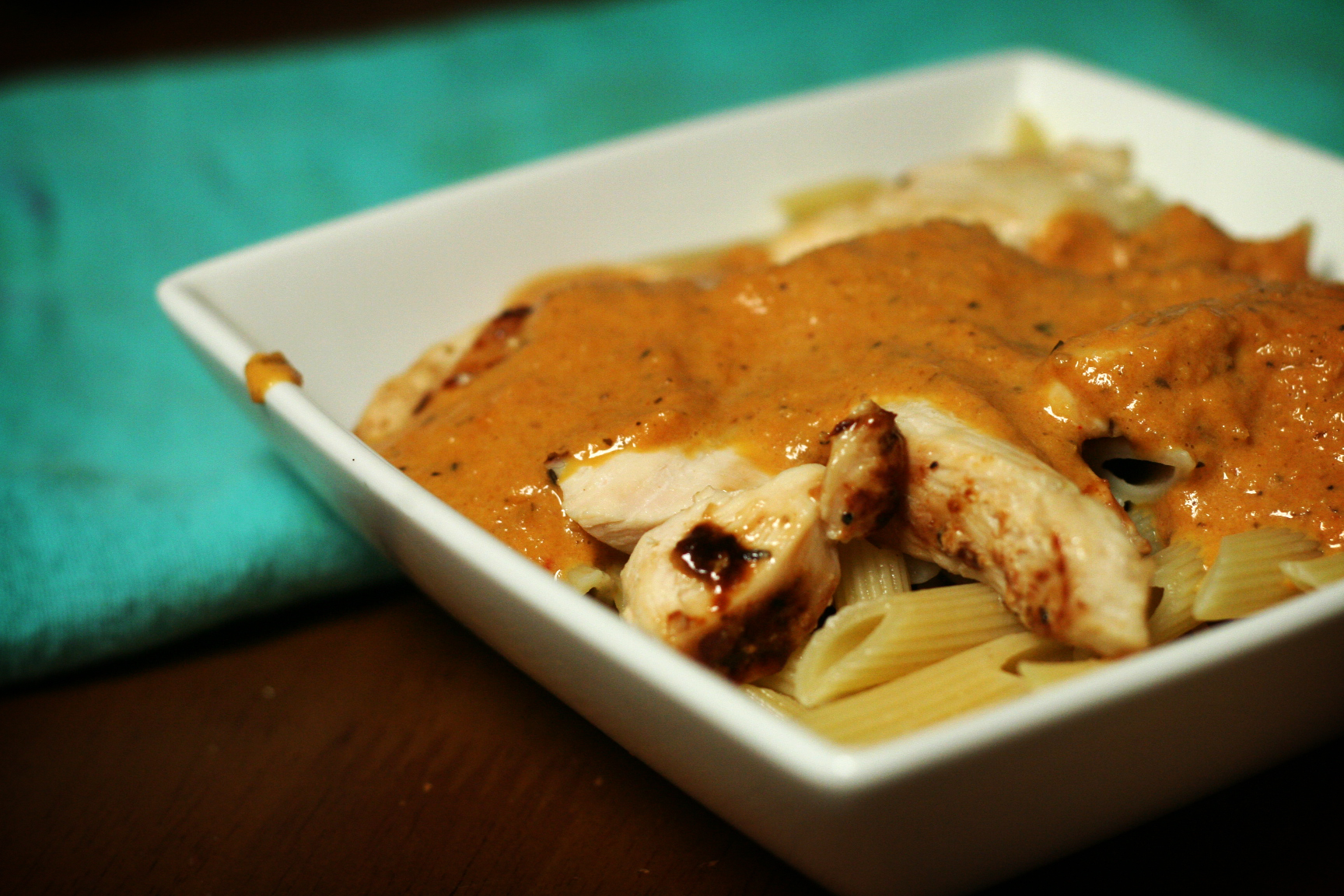
로제 파스타

## 같이 보기
- 크림 소스
- 토마토 소스